# Guerra Civil do Burundi
A Guerra Civil do Burundi foi um conflito armado com duração de 1993 a 2005. A guerra civil foi o resultado de divisões étnicas de longa data entre os hutus e as tribos tutsis no Burundi. O conflito começou após as primeiras eleições multipartidárias no país desde a independência da Bélgica em 1962 e é formalmente dado como finalizado com a tomada de posse de Pierre Nkurunziza, em agosto de 2005. O número de mortos estimado é de 300.000.
Em 1962, o país se tornou independente, com uma monarquia que tentava manter um equilíbrio de poder entre Hutus e Tutsis, mas após o ocorrido em Ruanda, os tutsis passaram a monopolizar o poder político e militar, derrubando o rei em 1966 e sucedendo golpes de estado e ditaduras militares entre 1972 e 1973, o governo tutsi comete genocídio contra os hutus, matando de 80 a 210 mil pessoas, expulsando mais 85 mil  (outros 10.000 tutsis foram mortos na época pelos confrontos). Em 1988, rebeldes hutus do PALIPEHUTU massacraram 5000 tutsis no norte e entre 1993 e 1994 outros 25.000 sofreram o mesmo destino, grupo rebelde começou seus ataques em 1985.
As primeiras eleições nacionais multipartidárias no Burundi foram realizadas em 27 de junho de 1993. Melchior Ndadaye, da Frente para a Democracia no Burundi (FRODEBU) venceu a eleição presidencial e se tornou o primeiro hutu a ser presidente desse país. Os hutus são o grupo étnico majoritário, com 85% da população, mas o governo tinha estado tradicionalmente nas mãos dos Tutsis e seu partido político, a União Nacional para o Progresso (UPRONA). Ndadaye foi morto em um golpe de Estado dos militares tutsis em 21 de outubro de 1993.
A violência entre grupos étnicos seguiu ao golpe quase imediatamente, enquanto os hutus atacaram os tutsis responsabilizando-os pelo golpe e a morte de Ndadaye, os militares tutsis mataram milhares de hutus, numa tentativa de manter o poder. Durante grande parte do conflito, o Conselho Nacional para a Defesa da Democracia-Forças para a Defesa da Democracia (CNDD-FDD) foi o principal grupo rebelde hutu que operou no país, os rebeldes ganharam o controle de grandes áreas do noroeste do Burundi, conseguindo atacar em julho de 2003 a capital, Bujumbura, sem sucesso. A guerra se espalhou para países vizinhos, especialmente na República Democrática do Congo, que sofria sua própria guerra civil.
Em 2005, os principais grupos rebeldes começaram a desmobilizar e converterem-se em partidos políticos, apesar de alguns setores só aceitarem os acordos de paz em 2008.

## Ver Também
- Guerra Civil de Ruanda